# Scott Melville
Pour les articles homonymes, voir Melville.
Scott Melville, né le 4 août 1966 à Fort Ord en Californie, est un ancien joueur de tennis professionnel américain.

## Carrière
Diplômé en finance de l'Université de Californie du Sud après être passé par l'Université Rice, Scott Melville a été All-America en 1987 et 1988 et vainqueur du championnat NCAA en double avec Rick Leach en 1987.
Melville a surtout été un joueur de double, discipline dans laquelle il a gagné 9 titres et atteint 7 finales. Il a été finaliste à Wimbledon en 1995 avec Rick Leach et a remporté le Masters 1000 de Hambourg en 1994 avec Piet Norval.
En 1990, il se distingue en double en remportant tout d'abord pour son premier tournoi de l'année, le Challenger d'Aptos puis le tournoi de New Haven en étant à chaque fois issu des qualifications. Associé à Jeff Brown, ils éliminent la paire Jim Grabb/Patrick McEnroe et les n°1 mondiaux Rick Leach/Jim Pugh en demi-finale. Classé 316e avant ces tournois, il a atteint le 62e rang fin octobre. Cette année-là, il s'illustre également en simple en atteignant les demi-finales à Bâle. Classé 322e et sortit des qualifications, il bat deux joueurs du top 100 : Jean-Philippe Fleurian no 52 (6-4, 7-6) et Yannick Noah no 45 (7-6, 6-7, 6-4). Il s'arrête en demi-finale contre John McEnroe no 11 (6-2, 2-6, 6-3). Il n'a par la suite gagné qu'un seul match sur le circuit ATP, à Séoul en 1991.
Il a participé à un tournoi du Grand Chelem en simple à l'US Open en 1988 et perd contre Rick Leach au premier tour (6-7, 7-5, 6-1, 6-7). La semaine précédente, il avait battu Diego Nargiso lors du tournoi de Livingston.
Sa carrière a notamment été perturbée par une blessure lors du Masters de Rome en 1992 qui l'éloigne pendant 6 mois et au printemps 1996 qui l'écarte des courts pendant plus de 8 mois et le pousse à arrêter sa carrière l'année suivante.

## Palmarès

### Titres en double messieurs
| No | Date       | Nom et lieu du tournoi                           | Catégorie           | Dotation    | Surface      | Partenaire        | Finalistes                   | Score         |  |
| -- | ---------- | ------------------------------------------------ | ------------------- | ----------- | ------------ | ----------------- | ---------------------------- | ------------- |  |
| 1  | 13-08-1990 | Volvo International New Haven                    | Championship Series | 825 000 $   | Dur (ext.)   | Jeff Brown        | Goran Ivanišević Petr Korda  | 2-6, 7-5, 6-0 |  |
| 2  | 01-04-1991 | Prudential-Bache Securities Classic Orlando      | World Series        | 225 000 $   | Dur (ext.)   | Luke Jensen       | Nicolás Pereira Pete Sampras | 6-7, 7-6, 6-3 |  |
| 3  | 13-04-1992 | Philips Open Nice                                | World Series        | 235 000 $   | Terre (ext.) | Patrick Galbraith | Pieter Aldrich Danie Visser  | 6-1, 3-6, 6-4 |  |
| 4  | 05-04-1993 | Trofeo Conde de Godó Barcelone                   | Championship Series | 750 000 $   | Terre (ext.) | Shelby Cannon     | Sergio Casal Emilio Sánchez  | 7-6, 6-1      |  |
| 5  | 02-05-1994 | German International Championships Hambourg      | Super 9             | 1 470 000 $ | Terre (ext.) | Piet Norval       | Henrik Holm Anders Järryd    | 6-3, 6-4      |  |
| 6  | 18-07-1994 | MercedesCup Stuttgart                            | Championship Series | 915 000 $   | Terre (ext.) | Piet Norval       | Jacco Eltingh Paul Haarhuis  | 7-6, 7-5      |  |
| 7  | 14-08-1995 | Volvo International New Haven                    | Championship Series | 915 000 $   | Dur (ext.)   | Rick Leach        | Leander Paes Nicolás Pereira | 7-6, 6-4      |  |
| 8  | 08-01-1996 | Indonesian Open Jakarta                          | World Series        | 303 000 $   | Dur (ext.)   | Rick Leach        | Kent Kinnear Dave Randall    | 6-1, 2-6, 6-1 |  |
| 9  | 19-05-1997 | International Raiffeisen Grand Prix Sankt Pölten | World Series        | 400 000 $   | Terre (ext.) | Kelly Jones       | Luke Jensen Murphy Jensen    | 6-2, 7-6      |  |

### Finales en double messieurs
| No | Date       | Nom et lieu du tournoi                   | Catégorie           | Dotation    | Surface      | Vainqueurs                     | Partenaire    | Score           |          |
| -- | ---------- | ---------------------------------------- | ------------------- | ----------- | ------------ | ------------------------------ | ------------- | --------------- | -------- |
| 1  | 12-08-1991 | Volvo International New Haven            | Championship Series | 825 000 $   | Dur (ext.)   | Petr Korda Wally Masur         | Jeff Brown    | 7-5, 6-3        |          |
| 2  | 04-01-1993 | Qatar Mobil Open Doha                    | World Series        | 450 000 $   | Dur (ext.)   | Boris Becker Patrik Kühnen     | Shelby Cannon | 6-2, 6-4        |          |
| 3  | 01-03-1993 | Newsweek Champions Cup Indian Wells      | Super 9             | 1 650 000 $ | Dur (ext.)   | Guy Forget Henri Leconte       | Luke Jensen   | 6-4, 7-5        | Parcours |
| 4  | 12-04-1993 | Philips Open Nice                        | World Series        | 275 000 $   | Terre (ext.) | David Macpherson Laurie Warder | Shelby Cannon | 3-4, ab.        |          |
| 5  | 26-04-1993 | Trofeo Grupo Zeta Villa de Madrid Madrid | World Series        | 775 000 $   | Terre (ext.) | Carlos Costa Tomás Carbonell   | Luke Jensen   | 7-6, 6-2        |          |
| 6  | 26-06-1995 | The Championships Wimbledon              | G. Chelem           | NC $        | Gazon (ext.) | Todd Woodbridge Mark Woodforde | Rick Leach    | 7-5, 7-68, 7-65 | Parcours |
| 7  | 21-08-1995 | Genovese Hamlet Cup Long Island          | World Series        | 303 000 $   | Dur (ext.)   | Cyril Suk Daniel Vacek         | Rick Leach    | 5-7, 7-6, 7-6   |          |

## Parcours dans les tournois duGrand Chelem

### En simple
| Année | Open d'Australie | Open d'Australie | Internationaux de France | Internationaux de France | Wimbledon | Wimbledon | US Open         | US Open  |
| ----- | ---------------- | ---------------- | ------------------------ | ------------------------ | --------- | --------- | --------------- | -------- |
| 1988  | —                | —                | —                        | —                        | —         | —         | 1er tour (1/64) | R. Leach |

N.B. : à droite du résultat se trouve le nom de l'ultime adversaire.

### En double
| Année | Open d'Australie          | Open d'Australie           | Internationaux de France  | Internationaux de France  | Wimbledon                  | Wimbledon                  | US Open                   | US Open                    |
| ----- | ------------------------- | -------------------------- | ------------------------- | ------------------------- | -------------------------- | -------------------------- | ------------------------- | -------------------------- |
| 1990  | —                         | —                          | —                         | —                         | —                          | —                          | 1/8 de finale J. Brown    | P. Annacone D. Wheaton     |
| 1991  | —                         | —                          | 2e tour (1/16) C. Beckman | L. Jensen L. Warder       | 1er tour (1/32) C. Beckman | T. Carbonell P. Korda      | 1er tour (1/32) J. Brown  | G. Connell G. Michibata    |
| 1992  | 1er tour (1/32) J. Brown  | P. Albano S. Cannon        | —                         | —                         | —                          | —                          | —                         | —                          |
| 1993  | 1/4 de finale S. Cannon   | J.-L. de Jager M. Ondruska | 1er tour (1/32) S. Cannon | J.-P. Fleurian C. Pioline | 2e tour (1/16) S. Cannon   | P. Kühnen G. Muller        | 3e tour (1/16) S. Cannon  | M. Lucena B. MacPhie       |
| 1994  | 1er tour (1/32) G. Muller | D. Johnson J. Sullivan     | 1er tour (1/32) K. Flach  | N. Kulti M. Larsson       | 1er tour (1/32) B. MacPhie | E. Ferreira M. Keil        | 1er tour (1/32) P. Norval | L. Jensen M. Jensen        |
| 1995  | 1/4 de finale R. Leach    | M. Knowles D. Nestor       | 1/8 de finale R. Leach    | A. Boetsch M. Rosset      | Finale R. Leach            | T. Woodbridge M. Woodforde | 1/4 de finale R. Leach    | T. Woodbridge M. Woodforde |
| 1996  | 1/4 de finale R. Leach    | S. Edberg P. Korda         | —                         | —                         | —                          | —                          | —                         | —                          |
| 1997  | 2e tour (1/16) K. Jones   | J. Björkman N. Kulti       | 1er tour (1/32) K. Jones  | C. Brandi F. Messori      | 1er tour (1/32) K. Jones   | B. Black J. Gimelstob      | —                         | —                          |

N.B. : le nom du ou de la partenaire se trouve sous le résultat ; le nom des ultimes adversaires se trouve à droite.

### En double mixte
| Année | Open d'Australie               | Open d'Australie           | Internationaux de France    | Internationaux de France      | Wimbledon                        | Wimbledon                       | US Open                      | US Open                      |
| ----- | ------------------------------ | -------------------------- | --------------------------- | ----------------------------- | -------------------------------- | ------------------------------- | ---------------------------- | ---------------------------- |
| 1994  | 1/8 de finale Meredith McGrath | Gigi Fernández Cyril Suk   | 1/2 finale Meredith McGrath | Kristie Boogert Menno Oosting | 1er tour (1/32) Janette Husárová | Meredith McGrath Mark Woodforde | 1/8 de finale Shaun Stafford | Jana Novotná Todd Woodbridge |
| 1995  | 2e tour (1/8) Debbie Graham    | Natasha Zvereva Rick Leach |                             |                               |                                  |                                 | 1/4 de finale Katrina Adams  | Chanda Rubin Brian MacPhie   |
| 1996  | 1er tour (1/16) Caroline Vis   | Kimberly Po Tommy Ho       |                             |                               |                                  |                                 |                              |                              |
| 1997  |                                |                            |                             |                               | 1er tour (1/32) Nicole Pratt     | Anna Kournikova Mark Knowles    |                              |                              |

N.B. : le nom de la partenaire se trouve sous le résultat ; le nom des ultimes adversaires se trouve à droite.

## Participation aux Masters

### En double
| Année | Ville     | Surface         | Partenaire | Résultats | Résultat final    |
| ----- | --------- | --------------- | ---------- | --------- | ----------------- |
| 1995  | Eindhoven | Moquette indoor | Rick Leach | 1v, 2d    | Éliminé en poules |